# Microtheciella
Microtheciella là một chi rêu trong họ Microtheciellaceae.